# Kopalnia Węgla Kamiennego Rymer
Kopalnia Węgla Kamiennego „Rymer” – kopalnia węgla kamiennego znajdująca się w dzielnicy Rybnika, Niedobczycach działająca w latach 1841–1999. Jej tereny podziemne (węgiel) zostały połączone 1 lipca 1995 z KWK Chwałowice.

## Historia
W 1896 r. zostały połączone 4 pola wydobywcze następujących zakładów wydobywczych: „Ignacy”, „Szczęść Boże”, „Jan Jakub” oraz „Karol” w jedną kopalnię, którą nazwano „Johann Jacob”. W 1902 r. zmieniono nazwę na „Römer-Grube”, natomiast od 1936 r. nosi ona nazwę „Rymer”, na cześć ówczesnego wojewody śląskiego Józefa Rymera. W 1944 r. w kopalni Römer (Rymer) wydobyto 1,1 mln ton węgla.
Kopalnie zabezpieczała Okręgowa Stacja Ratownictwa Górniczego w Wodzisławiu Śląskim.